# 十強戦
十強戦（じっきょうせん）は、中国の囲碁の棋戦。1987年に創設、1994年第8期まで行われた。出場棋士はファン投票などで選出された。後継棋戦として五牛杯王位戦が行われた。8期のうち聶衛平が6期、馬暁春が2期優勝。

## 方式
出場棋士は、ファン投票で選ばれた上位10名で、各5名ずつのリーグ戦を行い、その1位同士が優勝決定戦を行う。第6期以降は新聞記者の投票、第7期以降は新聞記者と各省のコーチによる投票で選出された。

## 成績
| 回次 | 年度 | 決勝戦 （左が優勝者） | Aリーグ                                | Bリーグ                                |
| ---- | ---- | --------------------- | -------------------------------------- | -------------------------------------- |
| 1    | 1987 | 聶衛平 - 銭宇平       | 聶衛平、王群、劉小光、江鋳久、邵震中   | 銭宇平、馬暁春、曹大元、陳臨新、芮廼偉 |
| 2    | 1988 | 聶衛平 - 劉小光       | 聶衛平、銭宇平、王群、芮廼偉、江鋳久   | 劉小光、曹大元、馬暁春、陳臨新、兪斌   |
| 3    | 1989 | 聶衛平 - 馬暁春       | 聶衛平、芮廼偉、銭宇平、江鋳久、陳臨新 | 馬暁春、劉小光、兪斌、王群、曹大元     |
| 4    | 1990 | 馬暁春 - 聶衛平       | 聶衛平、銭宇平、陳臨新、王群、兪斌     | 馬暁春、張文東、曹大元、劉小光、汪見虹 |
| 5    | 1991 | 聶衛平 - 馬暁春       | 聶衛平、曹大元、兪斌、王群、鄭弘       | 馬暁春、張文東、汪見虹、劉小光、陳臨新 |
| 6    | 1992 | 馬暁春 - 張文東       | 張文東、兪斌、聶衛平、曹大元、車沢武   | 馬暁春、邵煒剛、劉小光、陳臨新、鄭弘   |
| 7    | 1993 | 聶衛平 - 馬暁春       | 馬暁春、陳臨新、曹大元、楊暉、邵煒剛   | 聶衛平、劉小光、張文東、兪斌、銭宇平   |
| 8    | 1994 | 聶衛平 - 曹大元       | 曹大元、馬暁春、張文東、兪斌、羅洗河   | 聶衛平、陳臨新、常昊、劉小光、銭宇平   |

## 五牛杯王位戦
1995年に1期開催。48名によるトーナメントで、決勝は三番勝負。

### 決勝戦
1. 1995年 張文東 2-1 曹大元（四強：常昊、聶衛平）